# Harpactira chrysogaster
Harpactira chrysogaster är en spindelart som beskrevs av Pocock 1897. Harpactira chrysogaster ingår i släktet Harpactira och familjen fågelspindlar. Inga underarter finns listade i Catalogue of Life.